# Stiekłowata
Stiekłowata (ros. Стекловата – „włókno szklane”) – rosyjski chłopięcy zespół muzyczny. 
Zespół młodych muzyków, utworzony w mieście Orenburg, w południowej Rosji w 1999 r. z inicjatywy kompozytora Siergieja Kuzniecowa (twórcy zespołu Łaskowyj Maj). Grupa o charakterze boys bandu reprezentowała w początku swej kariery styl disco, zbliżony do polskiego disco polo.
Pierwotny skład zespołu stanowili: 
- Dienis Bielikin (ros. Денис Беликин) – wokalista
- Artur Jeriemiejew (ros. Артур Еремеев) – wokalista
- Siergiej Kuzniecow (ros. Сергей Кузнецов) – kierownik grupy
- Aleksandr Gulajew (ros. Александр Гуляев) – instrumenty klawiszowe
- Siergiej Diadiun (ros. Сергей Дядюн) – perkusista
- Oleg Andriejew (ros. Олег Андреев) – technik muzyczny

Zespół wydał trzy płyty:
- 2001: album Льдинкой по стеклу
- 2002: album Осторожно – хрупкое
- 2005: album Спецшкола

W listopadzie 2002 zespół zdobył pierwsze miejsce w plebiscycie muzycznym rozgłośni radiowej „Rosyjskie radio” w Estonii.
Po roku 2005 zespół nagrał kilkanaście piosenek nie wydanych na płycie. Grupa udostępnia nieodpłatnie swoje utwory w postaci plików mp3 na rosyjskim portalu muzycznym Gosdetstvo (ros. Государство Детство).